# Los tres gabletes
Los tres gabletes o Los tres frontones (título original:The  Adventure of the Three Gables) es uno de los 56 relatos cortos sobre Sherlock Holmes escrito por Arthur Conan Doyle. Fue publicado originalmente en The Strand Magazine y posteriormente recogido en la colección El archivo de Sherlock Holmes.

## Argumento
Una casa llamada "Los tres gabletes" -tejadillos triangulares-, es la sede de la acción de este relato de Sherlock Holmes, publicado por primera vez en "Liberty" en septiembre de 1926, un año antes de la aparición de El archivo de Sherlock Holmes.
La historia de Mary Maberley, que recibe una oferta desmesurada por su casa con la única condición de no poder sacar ninguna de sus pertenencias, interesa vivamente a Holmes, pero mucho más cuando un matón intenta apartarle del caso. Holmes resolverá rápidamente el enigma, que no ofrece más interés que la implicación en él de una bella y rica aventurera internacional, llamada Isadora Klein, "la belle dame sans merci", que intenta impedir su boda con el duque de Loamond, lo cual supondrá un brillante broche final a su carrera. Lograrlo le costará la suma de cinco mil libras, que permitirán a la señora Maberley cumplir su sueño de viajar alrededor del mundo.